# Neville Londubat
 (juillet 2023).
Neville Londubat est un personnage fictif créé par J. K. Rowling, apparaissant dans la série romanesque Harry Potter et dans ses adaptations cinématographiques.
Il est décrit comme un élève de Gryffondor au visage rond, arrivé à Poudlard la même année que Harry Potter. Tout au long de la série, Neville apparait comme un élève maladroit, désorganisé et plutôt médiocre — bien qu'il soit très doué en botanique. Cependant, la personnalité de Neville semble subir une évolution significative après avoir rejoint l'Armée de Dumbledore dans Harry Potter et l'Ordre du Phénix. Les encouragements qu'il reçoit lui donnent confiance en ses capacités magiques et l'amènent à devenir un sorcier plus compétent. 
Neville devient le chef de l’Armée de Dumbledore pendant l'absence de Harry, Ron et Hermione, alors que ceux-ci partent à la recherche des horcruxes. Neville joue un rôle déterminant dans la chute de Voldemort puisqu'il détruit le dernier horcruxe (Nagini), ce qui permet à Harry de vaincre le Seigneur des Ténèbres définitivement.
Dans les adaptations cinématographiques, Neville est interprété par Matthew Lewis.

## Caractéristiques

### Apparence physique

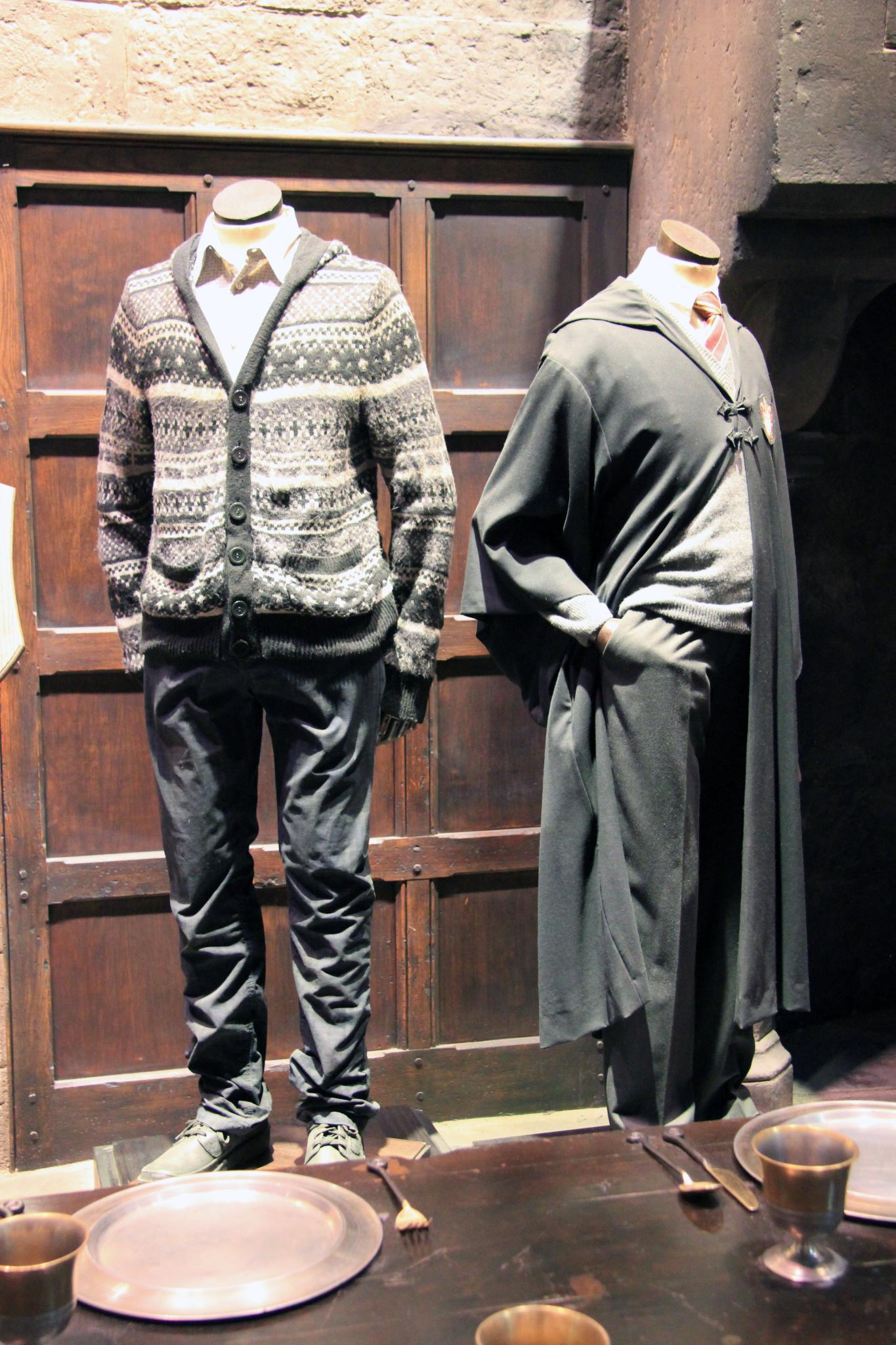
Vêtements portés par Matthew Lewis interprétant le personnage dans les derniers films de la saga.

Neville est décrit comme ayant un visage rond. Dans Harry Potter et le Prisonnier d'Azkaban, Harry établit une comparaison physique entre Neville et Peter Pettigrow. Dans une interview donnée en 2000, J. K. Rowling a rappelé une conversation avec un lecteur, au cours de laquelle elle a décrit Neville comme étant « petit, dodu et blond ».

### Personnalité
Pendant la première partie de la série, Neville est décrit comme manquant de confiance en lui et timide.
Dans le troisième livre Harry Potter et le prisonnier d'Azkaban, son épouvantard se révèle être le professeur Rogue, dont Neville est terrifié à cause du traitement que le professeur de potions lui inflige. J. K. Rowling a déclaré que la « chose la pire et la plus minable que vous puissiez faire » en tant qu'enseignant est d'intimider les élèves. Avec Luna, Neville est isolé à Poudlard pendant la majeure partie de la série. Bien que le professeur Lupin soit l'un des premiers à l'encourager au cours du troisième livre Harry Potter et le prisonnier d'Azkaban, le personnage ne développe sa confiance en lui qu'à partir du cinquième livre.
Dans le dernier livre Harry Potter et les Reliques de la Mort, l'histoire pousse la personnalité de Neville à son paroxysme puisqu'il devient le chef de la résistance à Poudlard et est alors grandement admiré par ses camarades. Cependant, depuis le premier livre Harry Potter à l'école des sorciers, il est souligné que Neville a fait preuve d'un grand courage pour tenir tête à ses propres amis, une caractéristique reconnue par Dumbledore, et appréciée par J. K. Rowling au-dessus de toutes les autres vertus.

### Capacités et compétences magiques
Au cours des premiers livres de la série, Neville est décrit comme un sorcier incompétent et peu doué à l'école (à la seule exception de la botanique où il excelle).
Dans le deuxième tome de la saga Harry Potter et la Chambre des secrets, Neville révèle que sa famille, notamment sa grand-mère, craignait qu'il ne soit un cracmol durant son enfance. La famille de Neville a donc été soulagée lorsqu'il a reçu sa lettre l'invitant à venir étudier à l'école de magie de Poudlard.
Dans le cinquième opus Harry Potter et l'Ordre du Phénix, les capacités magiques de Neville s'améliorent considérablement, en raison du fait que le personnage a rejoint l'Armée de Dumbledore, un groupe voué à la pratique de la défense contre les forces du Mal.
Dans le sixième livre Harry Potter et le Prince de sang-mêlé, Neville reçoit une nouvelle baguette faite de bois de cerisier et de poils de licorne, car sa baguette précédente (qui était en fait celle de son père) a été détruite alors qu'il combattait des mangemorts dans Harry Potter et l'Ordre du Phénix. La baguette semble avoir entrainé une amélioration supplémentaire aux performances magiques et scolaires de Neville.

### Famille
Neville est un sorcier de sang pur né de Frank et Alice Londubat. Ces derniers étaient d'éminents aurors et également membres de l'Ordre du Phénix lors de la première guerre contre Lord Voldemort. Dumbledore a relaté que Franck et Alice Londubat avaient « défié trois fois » Voldemort en 1981. Cependant, leur succès a été écourté, car Frank et Alice ont été torturés au point de devenir fous. En effet, un groupe de mangemorts composé de Barty Croupton Jr., Bellatrix Lestrange, son mari Rodolphus Lestrange et son beau-frère Rabastan Lestrange leur ont infligé le sortilège Doloris. La torture des Londubat est rappelée par l'Ordre du Phénix comme étant l'un des crimes les plus horribles commis par les partisans de Voldemort. Depuis lors, Frank et Alice résident dans un service clos de l'hôpital Sainte-Mangouste destiné au traitement des maladies et blessures magiques. Neville rend visite à ses parents pendant les vacances scolaires, mais aucun d'eux n'est capable de le reconnaître comme leur fils.
Augusta Londubat, la grand-mère paternelle de Neville, l'a élevé dès son plus jeune âge. Très tôt, il est relaté que Neville est terrifié par sa grand-mère, qui est décrite comme étant d'une discipline très stricte, une perfectionniste et une sorcière sévère, en particulier envers Neville, et qui se plaint parfois de son manque de talent. Elle semble vouloir que Neville suive l'exemple de son père, quels que soient ses désirs ou ses aptitudes. Le 7ᵉ opus Harry Potter et les Reliques de la Mort marque un tournant décisif dans la relation entre Augusta et son petit-fils Neville. Vers la fin du livre, il est révélé que les mangemorts ont ciblé Augusta lorsque Neville agissait en tant que chef de l'Armée reformée de Dumbledore. À cette fin, le fonctionnaire du ministère John Dawlish a été envoyé pour l'arrêter, mais il ne réussit pas sa mission puisque Augusta s'est défendue face à Dawlish avec beaucoup d'ardeur et véhémence. Par conséquent, Dawlish finira par s'enfuir et se retrouvera lui-même à l'hôpital. Augusta arrive également à la bataille de Poudlard pour aider son petit-fils. Quand Harry lui dit que Neville combat des mangemorts, elle répond « Naturellement ». Soutenant la direction de l'Armée de Dumbledore par Neville au cours de sa 7ᵉ année à Poudlard, Augusta devient finalement extrêmement fière de lui.

## Biographie fictive

### Débuts maladroits
Dans Harry Potter à l’école des sorciers, Neville tente de tenir tête au trio lorsqu'il les voit sur le point d'enfreindre le règlement intérieur de l'école, ce qui lui vaut d'être récompensé par Dumbledore en fin d'année pour le courage dont il a fait preuve pour oser affronter ses amis.
Dans Harry Potter et la Chambre des secrets, bien qu'il soit un sorcier de sang pur, Neville craint que le monstre de Serpentard ne l'attaque parce qu'il se considère comme étant « presque un cracmol » et comme un élève peu doué.
Cependant, dans Harry Potter et le Prisonnier d'Azkaban, le nouveau professeur de défense contre les forces du Mal, Remus Lupin, est l'un des premiers à aider Neville à développer ses capacités magiques, en lui demandant d'affronter et de vaincre un épouvantard, ce que Neville réussit à faire. Celui-ci tiendra même tête à Rogue en déclarant que Lupin est le meilleur professeur qu'ils n'aient jamais eu.
Dans Harry Potter et la Coupe de feu, il est révélé que Neville a été élevé par sa grand-mère parce que ses parents ont été torturés jusqu'à la folie par les mangemorts Barty Croupton Jr., Bellatrix Lestrange, Rodolphus et Rabastan Lestrange. En effet, ces mangemorts ont infligé aux parents de Neville le sortilège doloris dans le but de recueillir des informations sur les allées et venues de Voldemort après sa chute. Pendant l'une des leçons de défense contre les forces du Mal de Barty Croupton Jr. (se faisant passer pour Alastor Maugrey), Neville est terrifié en voyant Barty Croupton Jr. démontrer les effets du sortilège doloris sur une araignée.

### Contributions à l'Armée de Dumbledore
Dans Harry Potter et l'Ordre du Phénix, les capacités magiques de Neville s'améliorent considérablement sous la tutelle de Harry lors des réunions de l'Armée de Dumbledore, et il s'investit pleinement dans les cours de défense contre les forces du Mal prodigués par Harry. Il a alors une place bien plus grande que par le passé, notamment auprès de Harry. Le lecteur parvient donc à comprendre toute la complexité de ce personnage, notamment lorsque Harry et ses amis découvrent l'état de folie des parents de Neville, lors de leur visite à l'hôpital Sainte Mangouste.
À la fin du livre, Neville participe à la bataille du Département des mystères, au cours de laquelle il brise accidentellement la prophétie faite sur Harry et Voldemort. Dumbledore, à qui la prophétie a été faite à l'origine, explique qu'elle concerne « l'élu », un sorcier qui aura le pouvoir de vaincre Voldemort. Cet « élu » serait né « à la mort du septième mois », et donc, la prophétie pourrait se référer soit à Neville (né le 30 juillet 1980), soit à Harry (né le 31 juillet 1980).  Selon J. K. Rowling, cela « ne donne à Neville ni des pouvoirs cachés, ni un destin mystérieux. Neville restant « celui qui aurait pu être (l'élu) ».
Dans Harry Potter et le Prince de sang-mêlé, Neville reçoit une nouvelle baguette car son ancienne baguette, qui était en fait celle de son père, a été brisée lors de la lutte contre les mangemorts au cours de la bataille du Département des mystères qui a eu lieu l'année précédente. Pendant le trajet en train menant à Poudlard, Neville est invité par le nouveau professeur de potions, Horace Slughorn, à rejoindre le Club de Slug, mais Neville ne réussit apparemment pas le premier test de Slughorn car il n'y sera plus invité par la suite.
Il est révélé que Neville a obtenu un «Optimal» en botanique, et qu'il a bien réussi en défense contre les forces du Mal et en sortilèges, obtenant de facto un «Effort Exceptionnel».
Neville souhaite que les réunions de l'Armée de Dumbledore (AD) se poursuivent, car il sent qu'elles ont été bénéfiques, non seulement pour lui mais également pour les autres membres. Cependant, les réunions s'arrêtent car Harry dit qu'elles ne sont plus nécessaires en raison du fait qu'ils sont maintenant leurs « propres professeurs ».
Lorsqu'un groupe de mangemorts guidé par Drago Malefoy attaque le château, Neville répond à l'appel à l'aide et il se bat à nouveau contre les mangemorts, malgré des blessures mineures. Pendant les funérailles de Dumbledore, Neville est accompagné et assisté par Luna, et Harry ressent une « grande bouffée d'affection » pour eux parce qu'ils étaient les deux seuls membres de l'AD à aider Harry, Ron, Hermione et Ginny lors de la lutte contre les mangemorts au Département des mystères (dans Harry Potter et l'Ordre du Phénix).
Dans Harry Potter et les Reliques de la Mort, avec l'absence de Harry, Ron et Hermione partis à la recherche des horcruxes et le contrôle de Poudlard par Severus Rogue et les mangemorts Alecto et Amycus Carrow, Neville passe une grande partie de sa septième année à Poudlard en tant que chef de la résistance œuvrant contre la prise de contrôle de Voldemort. Avec Ginny et Luna, Neville réactive l'Armée de Dumbledore, occupant alors la position de leader en l'absence de Harry et aidant les étudiants qui ont été tourmentés sous le nouveau régime instauré par Voldemort. Neville révèle que les Carrows l'ont battu et que les mangemorts ont ciblé sa grand-mère lorsque Neville faisait des siennes à l'école. Neville se cache dans la salle sur demande et il montre une incroyable capacité à la contrôler. Au retour de Harry à Poudlard, Neville envoie des messages à l'AD, qui à son tour rassemble l'Ordre du Phénix.
Pendant la bataille de Poudlard, le talent de Neville est reconnu deux fois par Harry lorsqu'il utilise ses connaissances en botanique pour aider à repousser les attaquants. Il aide plus tard Olivier Dubois à porter le corps de Colin Crivey. Lorsque Voldemort revient avec le corps apparemment sans vie de Harry, Neville le défie et décapite Nagini avec l'épée de Godric Gryffondor (qu'il tire du Choixpeau magique), détruisant ainsi le dernier horcruxe et rendant Voldemort à nouveau mortel. Lorsque la bataille se déroule dans la Grande salle, il aide Ron à vaincre Fenrir Greyback. Une fois la bataille gagnée, Neville est entouré d'un groupe d'admirateurs.
Dans l'épilogue de Harry Potter et les Reliques de la Mort, Ginny mentionne que Neville est devenu professeur de botanique à Poudlard. Dans une interview, J. K. Rowling a également mentionné qu'il montrait sa pièce de l'Armée de Dumbledore à de nombreux étudiants admiratifs et leur racontait ses aventures. J. K. Rowling a révélé plus d'informations sur Neville lorsqu'elle a déclaré qu'il avait épousé Hannah Abbot, une camarade de classe de Poufsouffle, qui est devenue la propriétaire du Chaudron Baveur. Le couple vit au-dessus du pub, un fait que J. K. Rowling pensait que les gens trouveraient « particulièrement cool ».

## Conception et évolution
Neville Londubat apparaît pour la première fois dans Harry Potter à l'école des sorciers, avant le voyage en train (Poudlard Express) vers l'école Poudlard, dans lequel il est vu en compagnie de sa grand-mère à la recherche de son animal de compagnie, un crapaud nommé Trevor. Il se lie d'amitié avec Harry, Ron et Hermione, et participe à certaines des premières aventures du trio.
Neville apporte une contribution significative au cours de sa première année à Poudlard. En effet, afin que la maison Gryffondor ne perde pas davantage de points, il tente de tenir tête au trio lorsqu'il les voit sur le point d'enfreindre le règlement intérieur de l'école. C'est à cette occasion qu'il gagne le respect d'Albus Dumbledore. Pour cet acte, le directeur de l'école de magie le mentionne au cours du dîner de fin d'année, soulignant qu'il faut de la bravoure pour tenir tête à ses amis, et en récompense de ce fait, il lui attribue les dix derniers points nécessaires à la maison Gryffondor pour battre Serpentard lors de la Coupe des quatre maisons.
Bien qu'il s'agisse d'un personnage secondaire dans les quatre premiers livres, Neville apparaît souvent dans un rôle comique. Il est l'un des plus fervents partisans de Harry au cours de la série et se lie également d'amitié avec Ron, Hermione, Ginny et Luna. Neville joue un rôle important dans les deux derniers livres et dans la lutte contre Lord Voldemort, puisqu'il détruit le dernier horcruxe, Nagini, avec l'épée de Gryffondor. L'épée est apparue à Neville puisque ce dernier en avait besoin, et ce fait est de nature à apporter la justification selon laquelle Neville est un vrai Gryffondor. Il est souligné que Neville, depuis le début de ses études, a toujours douté de son placement dans la maison Gryffondor, en se demandant pourquoi il n'avait pas été réparti à Poufsouffle.
J. K. Rowling a révélé dans une interview qu' « il y a beaucoup de Neville en moi — ce sentiment de ne jamais être assez bon… Je le ressentais beaucoup quand j'étais plus jeune ». Pour cette raison, elle voulait que Neville fasse quelque chose de courageux dans Harry Potter à l'école des sorciers, dans lequel Neville « trouve un véritable courage moral en tenant tête à ses amis les plus proches — les personnes qui sont de son côté » vers la fin du roman. Elle a également déclaré dans cette interview que c'était « un moment très important pour moi aussi dans le premier livre ».

## Adaptation

### Au cinéma

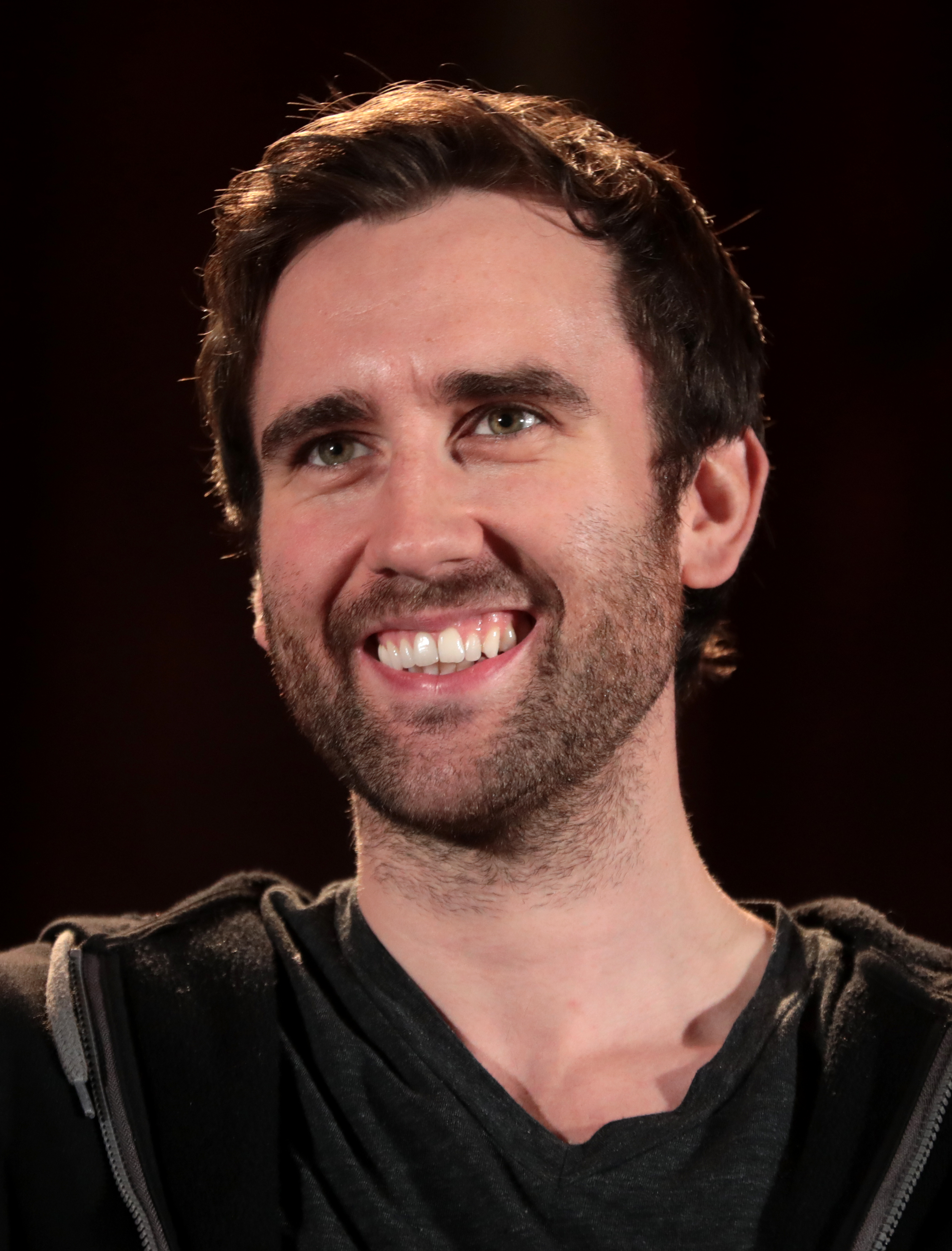
Matthew Lewis, acteur qui joue Neville Londubat dans les films Harry Potter.

Neville a été joué par Matthew Lewis dans tous les films Harry Potter. La représentation de Neville par Lewis a été « masquée », car il porte de fausses dents jaunes et tordues, des chaussures deux tailles trop grandes et des morceaux de plastique placés derrière ses oreilles afin de les faire ressortir davantage. Avant la sortie du cinquième film Harry Potter et l'Ordre du Phénix, Lewis a commenté l'évolution du personnage de Neville : « C'est incroyable que le personnage de Neville ait vraiment secoué son image […] (dans une certaine mesure). C'est très bien de le voir enfin être une aide au lieu d'aggraver les choses, j'attends avec impatience le 5ᵉ film, ce sera intéressant de presque jouer un personnage différent ». 
Lorsqu'il lui été demandé s'il se sentait lié à Neville, Lewis a répondu qu'il était « maladroit et terriblement distrait » tout comme son personnage, mais qu'il n'avait pas « la même disposition nerveuse que Neville », et qu'il était intéressant de jouer quelqu'un qui, bien qu'il ait été harcelé à l'école, fait toujours ce qu'il faut.

### Au théâtre
Bien que Neville n'apparaisse pas sur scène dans Harry Potter et l'Enfant maudit, il est mentionné comme faisant partie d'un élément central de l'intrigue. En effet, les voyageurs temporels Albus Potter et Scorpius Malefoy ont pour but d'empêcher Cedric Diggory de gagner le Tournoi des Trois Sorciers, afin de lui sauver la vie. Mais Diggory étant publiquement humilié, cela le pousse à devenir un mangemort. Lorsque Scorpius revient à son époque, il apprend que le seul acte significatif de Diggory en tant que mangemort a été d'assassiner Neville, qui était jusqu'alors considéré comme un personnage de moindre importance ; mais l'absence de Neville lors de la bataille de Poudlard a entraîné une chronologie où Harry a été tué, Voldemort a conquis le monde des sorciers et Albus, du fait de la mort de son père Harry, n'existe plus.

### À la télévision
Le 14 juillet 2025 l'acteur Rory Wilmot est choisi pour interpréter Neville Londubat dans l’adaptation en série de la saga.

## Accueil
En grande partie en raison du caractère impressionnant du personnage tout au long de la série, Neville est souvent considéré comme l'un des plus grands personnages du mythe de Harry Potter. IGN a classé Neville comme étant le 6ᵉ plus grand personnage de la franchise en déclarant : « Neville Londubat est la quintessence de l'imbécile devenu héros. Lorsque nous le rencontrons pour la première fois à Poudlard, Neville est un introverti timide qui n'est tout simplement pas si bon en magie. En fait, les proches de Neville se sont longtemps demandés s'il pourrait être un cracmol, c'est-à-dire une personne né dans une famille de sorciers sans pouvoirs magiques. Il est adorable, bien sûr, mais ses premières mésaventures ne préfigurent pas explicitement le vaillant défenseur de Poudlard qu'il deviendrait finalement ». 
Neville a toujours été considéré comme l'un des personnages préférés des fans, que ce soit dans les quatre premiers livres où il a joué un rôle principalement secondaire, ou après L'Ordre du Phénix où il est devenu l'un des personnages principaux. Les fans de la série admirent la bravoure et le désir de Neville de venger ses parents et d'aider Harry, Ron et Hermione. Le rôle de Neville dans la prophétie énoncée dans Harry Potter et l'Ordre du Phénix est fréquemment mentionné dans un scénario hypothétique où Neville était l'élu plutôt que Harry. Il est souvent suggéré que Voldemort a choisi Harry plutôt que Neville en raison du statut de sang-mêlé de Harry. En fin de compte, les deux étaient essentiels à la chute de Voldemort, réalisant la possibilité que Harry et Neville soient, ensemble, l'élu. Alors qu'Harry a porté le coup final pour détruire Voldemort, Neville a détruit le dernier horcruxe, ce qui a permis à Harry de mettre définitivement fin à la vie de Voldemort.
Lorsqu'on lui a demandé si Neville était ou non l'élu, l'interprète de Neville, Matthew Lewis, a déclaré : « Le contraste entre les deux personnages est que, d'un coté, Harry était le héros réticent qui n'a jamais voulu porter sur ses épaules le poids de la lutte contre Voldemort et ses conséquences, mais il avait juste l'impression qu'il devait le faire, alors que de l'autre côté, Neville était une sorte de héros, quand bien même personne ne s'attendait à ce qu'il soit un héros, mais qui en est tout de même un, et même exactement cela. Neville aurait-il pu être l'élu ? Aurait-il pu réaliser ce que Harry a fait ? Je pense que oui, absolument. Mais le fait est que personne dans cette série n'a rien fait par lui-même. Même Voldemort n'a pas atteint son niveau de puissance par lui-même. Harry a vaincu Voldemort parce qu'il avait des amis et des gens qui l'aimaient. Je pense que si cela avait été Neville, il aurait vécu une expérience similaire. Les deux personnages sont incroyablement et farouchement loyaux, et cela engendre de la loyauté chez les autres. Je pense donc que Neville aurait eu beaucoup de gens pour le défendre, et Harry aurait alors pris le rôle de Neville. Donc je pense, ouais, qu'il s'en serait sorti à la fin ».